# شلسيبوس
شلسيبوس كاراسكوانسيس (الاسم العلمي: Chilecebus carrascoensis) هو نوع منقرض من قرود العالم الجديد الذي عاش في ما يسمى الآن تشيلي (تشكيل أبانيكو) خلال العصر الميوسيني المبكر منذ حوالي 20 مليون سنة. كان يزن حوالي 1.3 رطل (590 غرام).

## للاستزادة
- Flynn, J., et al. An Early Miocene anthropoid skull from the Chilean Andes. Nature 373, 603 - 607 (February 16, 1995)